# Cellule disciplinaire en France
Pour les autres articles nationaux ou selon les autres juridictions, voir Cellule disciplinaire.
Ne doit pas être confondu avec l'isolement carcéral.
En France, une cellule disciplinaire, surnommée « mitard », est une cellule d'un établissement pénitentiaire dans laquelle une personne détenue peut être placée à titre de sanction en cas de commission d'une faute disciplinaire. Les cellules disciplinaires sont regroupées au sein d'un quartier disciplinaire (QD) et ne doivent pas être confondues avec les cellules d'isolement destinées à accueillir les personnes détenues dans le cadre d'une mesure de protection.

## Sanction de cellule disciplinaire
La peine de cellule disciplinaire s'effectue dans tous les cas dans une cellule individuelle, même dans l'hypothèse où le quartier disciplinaire serait plein. La cellule disciplinaire typique est équipée de meubles soudés au sol et d'une grille fermée à clé après la porte. 
L'équipement est limité au minimum : un lit, un lavabo, des toilettes  et une petite table. Les équipements de confort des cellules ordinaires ne sont pas présents (placard et étagères, douche, télévision, miroir, effets personnels...). Seule la radio est autorisée. C'est généralement un haut-parleur incrusté dans le mur.
Le détenu fautif ne sort de cette cellule qu'à l'occasion de la douche (3 fois par semaine minimum) et d'une heure par jour de promenade qu'il effectue également seul dans une petite cour de promenade individuelle. Le parloir est limité à un par période de sept jours. Les appels téléphoniques sont réduits chacun à un par semaine. Le détenu peut continuer à lire et écrire et recevoir des visites d'aumôniers et d'avocats. Ses achats à la cantine sont limités aux produits d'hygiène, au nécessaire de correspondance et au tabac (interdit aux mineurs). 
Il s'agit d'une sanction particulièrement encadrée par la loi, chaque peine de quartier disciplinaire étant inscrite sur un registre que les autorités de la prison doivent présenter lors des inspections. Par ailleurs le détenu est visité au moins deux fois par semaine par un médecin qui peut à tout moment ordonner la fin de la sanction s'il estime que la santé du détenu l'exige. 
À titre d'exemple, le centre de détention de Roanne ouvert en 2009 comprend 14 cellules disciplinaires pour 600 places, environ 2 % de son effectif.

## Droit disciplinaire pénitentiaire

### Fautes disciplinaires
Le code pénitentiaire définit trois catégories de fautes disciplinaires, : 
- du premier degré, prévue à l'article R.232-4 (toute incitation ou action mettant en danger l'intégrité physique des personnes ou de l'établissement ainsi que la vente de produits prohibés) ;
- du deuxième degré, prévue à l'article R.232-5 (consommations de produits prohibés, vols, outrages, insultes et menaces ainsi que la corruption dans le but d'obtenir les-dits produits) ;
- du troisième degré, prévue à l'article R.232-6 (refus d'obéissance à un ordre formel, jets et dégradations des conditions sanitaires de sa cellule).

### Procédure disciplinaire
Le détenu comparait dans une petite salle du quartier disciplinaire parfois surnommée « le prétoire » devant une commission. Face à lui un responsable de direction de la prison, un membre de l'encadrement des surveillants et un assesseur qui n'appartient pas à l'administration. Le détenu dispose d'un minimum de 24 heures pour préparer sa défense sur la base d'un rapport lui ayant été transmis et spécifiant ce qu'on lui reproche. Il peut bénéficier d'un avocat soit désigné, soit commis d'office. C'est le responsable de direction en tant que président de la commission qui prend la décision effective, les deux assesseurs ayant voix consultative.
Dans les cas de fautes les plus graves (agression d'un personnel de la prison, risque lié à la sécurité de l'établissement), il se peut que le détenu se trouve déjà au quartier disciplinaire au moment de sa comparution, en ce cas la durée de ce placement s'impute sur celle de la sanction,. La durée de ce placement préventif est limitée à 2 jours ouvrables.
Les peines de cellule disciplinaire peuvent être assorties d'un sursis simple ou avec mise à l'épreuve d'une durée de six mois pour les majeurs ou trois mois pour les mineurs,,. Le sursis mise à l'épreuve prend la forme de « travaux d'intérêt collectif » ne pouvant excéder quarante heures pour les majeurs ou de « travaux de nettoyage » ne pouvant excéder vingt heures pour les mineurs. Le consentement de la personne détenue est obligatoire,.
Une fois condamné, le détenu dispose d'un délai de quinze jours pour faire appel auprès du directeur interrégional des services pénitentiaires, qui statue dans un délai d'un mois. Cet appel n'est pas suspensif. L'absence de réponse dans ce délai vaut décision de rejet.

### Sanctions

#### Quartier disciplinaire
Le quartier disciplinaire est la 8e sanction envisagée par l'article R233-1 du Code pénitentiaire relatif aux sanctions pour les majeurs. Elle ne doit être prononcée que si les autres sanctions sont « insuffisantes eu égard à la nature et à la gravité de la faute et à la personnalité de son auteur et à sa responsabilité individuelle ».
La durée de la peine de cellule disciplinaire dépend de la gravité de la faute. Les fautes du premier degré sont limitées à 20 jours de quartier disciplinaire, sauf pour les violences physiques où la sanction passe à 30 jours maximum. Les fautes du deuxième degré sont quant à elles limitées à 14 jours. Enfin, les fautes du troisième degré sont limitées à 7 jours.
Les détenus mineurs peuvent être placés en quartier disciplinaire seulement à partir de 16 ans et pour des fautes limitativement énumérées.

#### Autres sanctions administratives
Les autres sanctions administratives possibles sont :
- L'avertissement ;
- L'interdiction de recevoir des subsides de l'extérieur pendant une période maximum de deux mois ;
- La privation pendant une période maximum de deux mois de la faculté d'effectuer en cantine tout achat autre que l'achat de produits d'hygiène, du nécessaire de correspondance et de tabac ;
- La privation pendant une durée maximum d'un mois de tout appareil acheté ou loué par l'intermédiaire de l'administration ;
- La privation d'une activité culturelle, sportive ou de loisirs pour une période maximum d'un mois ;
- L'exécution d'un travail d'intérêt collectif de nettoyage, de remise en état ou d'entretien des cellules ou des locaux communs. Il faut alors obtenir le consentement de la personne détenue. La durée maximale du travail d'intérêt collectif est de 40 heures ;
- Le confinement en cellule « individuelle ordinaire ».

La durée maximale du confinement en cellule individuelle ordinaire est la même que pour la cellule disciplinaire. Le détenu est seul dans une cellule du régime carcéral ordinaire, le président de la commission de discipline peut en sus lui retirer tout appareil acheté ou loué (comme la télévision) et il peut être privé d'activités et de la plupart des achats en cantine,.
La cellule disciplinaire n'est plus la sanction privilégiée par les autorités pénitentiaires, car les autres sanctions apparaissent plus respectueuses des règles pénitentiaires européennes (RPE)[réf. nécessaire].

#### Peines supplémentaires de prison
Si le détenu commet une violation qui constitue également un crime ou délit, il peut tout à fait être condamné à une peine supplémentaire de prison. Le droit commun pose un principe de non-cumul de peines sauf pour les personnes déjà incarcérées (évasion, délits et crimes de droit commun). Le détenu peut même cumuler la peine de prison avec le placement en cellule disciplinaire.

#### Régime de la libération conditionnelle
Outre le simple refus de libération, le condamné qui se rend coupable d'une faute disciplinaire peut se voir refuser l'attribution de crédits de peines par le juge en raison de son mauvais comportement (les crédits de peine sont la réduction de la période que doit effectuer le condamné avant de pouvoir demander sa libération).

## Au sein des établissements pénitentiaires pour mineurs
À partir de seize ans, les mineurs incarcérés peuvent être placés en cellule disciplinaire en cas de faute grave.
Cependant le régime est beaucoup plus souple que celui prévu pour les majeurs, la durée étant limitée à 5 jours pour les fautes de deuxième degré, 7 jours pour les fautes de premier degré. Par ailleurs certaines infractions moins graves applicables aux majeurs sont exclues du placement en cellule disciplinaire en ce qui concerne les mineurs, comme les insultes ou le refus de nettoyer sa cellule. Enfin, le détenu mineur continue d'aller en cours ou en formation et de recevoir toutes ses visites même au quartier disciplinaire. 
En plus de la cellule disciplinaire, ces établissements pratiquent également d'autres types de sanctions comme la privation de télévision ou les travaux d'intérêt général. Mais si le détenu ne se soumet pas à cette sanction, il est coupable d'une faute de deuxième de degré lui faisant encourir 5 jours de quartier disciplinaire. 

## La cellule disciplinaire à l'étranger
Si le régime et le principe de l'isolement punitif restent les mêmes (maintien du détenu dans une cellule 22-23h par jour), sa durée en revanche varie selon les pays. 
La France dispose de la durée maximale parmi les plus longues d'Europe (tout du moins d'Europe occidentale), puisqu'elle est de 30 jours contre 3 jours en Écosse et en Irlande, 9 jours en Belgique, 15 jours en Italie ainsi qu’aux Pays-Bas et 28 jours en Allemagne.
Le maximum est également fixé à 15 jours en Chine, selon l'article 58 du code des prisons.
En revanche la France reste derrière d'autres pays industrialisés, la durée maximale étant de 60 jours au Japon et dans les prisons fédérales américaines.
Sur l'ensemble des États-Unis, en moyenne 2,6 % des prisonniers sont en section disciplinaire. Dans l'État de New York, ce seuil est de 6,7 % avec une durée moyenne de cinq mois et aucune limitation. 50 % des suicides ont lieu dans ces sections. Dans le même État, le tueur en série Lemuel Smith est l'un des détenus ayant passé le plus de temps à l'isolement disciplinaire, 20 ans de 1983 à 2003 pour avoir tué une surveillante sans avoir pu être condamné à la peine de mort. Seuls le Texas et la Californie ont un pourcentage plus élevé d'isolement disciplinaire que New York. De fait, il arrive que cette sanction ne s'effectue pas en cellule individuelle. Au Texas, les détenus refusant de travailler sont maintenus enfermés dans leur cellule 24 heures sur 24 sans aucune propriété personnelle.

## Dans la culture populaire
- Le film Zonzon porte en grande partie sur le séjour en cellule disciplinaire des trois protagonistes. Le fait de pouvoir communiquer entre eux en criant à travers les murs ne les empêche pas de sombrer dans une certaine forme de délire.
- Dans le film Les Évadés, la prison d'État de Shawshank dans les années 1950 pratique une forme d'isolement particulièrement dure, le détenu étant enfermé 24 heures sur 24 dans une toute petite cellule contenant seulement des toilettes, et mis au pain sec et à l'eau. Le protagoniste y passe deux mois pour avoir évoqué de dévoiler la corruption du directeur.
- Le film Chicken Run raconte l'histoire d'un poulailler ressemblant au camp de prisonniers de La Grande Évasion (The Great Escape) ; la protagoniste effectue divers passages à l'isolement, dans un conteneur à charbon.
- Le film Le Cachot (1982) de Michel Sibra, tiré du livre de Denis Langlois, objecteur de conscience, raconte le séjour de celui-ci pendant quarante-cinq jours au « mitard » de la prison de Fresnes en 1966.
- On peut aussi citer « la boîte » dans le film Luke la main froide (1967).
- Certains films évoquent le fait que la mise au « cachot » était une sanction pratiquée dans divers pensionnats jusqu'aux années 1950, voire 1960, notamment Les Choristes (2004) et Les Diablesses (2007).
- Le protagoniste de L'Évadé d'Alcatraz effectue un passage dans une cellule de ségrégation du « quartier D » à la suite d'une bagarre. Elle ne contient qu'un cabinet et lavabo.